# Alsophila latebrosa
Alsophila latebrosa là một loài thực vật có mạch trong họ Cyatheaceae. Loài này được C. Presl mô tả khoa học đầu tiên năm 1836.